# Кокура-Сінден-хан

Мон роду Оґасавара

Кокура-Сінден-хан (яп. 小倉新田藩, こくらしんでんはん) — хан у Японії, у провінції Будзен, регіоні Кюсю. Дочірній хан Кокура-хану.

## Короткі відомості
- Адміністративний центр: містечко Кокура-Сінден повіту Коґе[1] (сучасне містечко Коґе префектури Фукуока). З 1869 — містечко Тідзука повіту Коґе[2].

- Інші назви: Тідзука-хан (千束藩).

- Дохід: 10 000 коку

- Управлявся родом Оґасавара, що належав до фудай і мав статус володаря табору (陣屋). Голови роду мали право бути присутніми у залі імператорського дзеркала сьоґуна.

- Ліквідований в 1871.

## Правителі
| № | Ім'я               | Ім'я       | Роки      | Ранг, титул       | Примітки                          |
| - | ------------------ | ---------- | --------- | ----------------- | --------------------------------- |
| 1 | Оґасавара Санеката | 小笠原真方 | 1671-1709 | 従五位下 備後守   | Четвертий син Оґасавари Тададзане |
| 2 | Оґасавара Садаміті | 小笠原貞通 | 1709-1747 | 従五位下 近江守   | Третій син Оґасавари Тадатаки     |
| 3 | Оґасавара Садаакі  | 小笠原貞顕 | 1747-1782 | 従五位下 弾正少弼 | Шостий син Оґасавари Садаміті     |
| 4 | Оґасавара Садаацу  | 小笠原貞温 | 1782-1822 | 従五位下 近江守   | Третій син Оґасавари Садаакі      |
| 5 | Оґасавара Садатосі | 小笠原貞哲 | 1822-1843 | 従五位下 近江守   | Старший син Оґасавари Садаацу     |
| 6 | Оґасавара Садайосі | 小笠原貞謙 | 1843-1851 | 従五位下 備後守   | Другий син Оґасавари Садатосі     |
| 7 | Оґасавара Садахіро | 小笠原貞嘉 | 1851-1854 | —                 | Четвертий син Оґасавари Садатосі  |
| 8 | Оґасавара Цунеясу  | 小笠原貞寧 | 1854-1856 | 従五位下、近江守  | Третій син Оґасавари Садатосі     |
| 9 | Оґасавара Цунемаса | 小笠原貞正 | 1856-1871 | 従五位下、近江守  | Другий син Оґасавари Нобутаки     |